# La Planète géante
La Planète géante (titre original : Big Planet) est un roman de science-fiction écrit en par l'auteur américain Jack Vance et paru en 1957. Ce roman est le premier volume du cycle Les Aventuriers de la planète géante (deux tomes).

## Argument
Avec pour seuls moyens de survie leur intelligence et un peu de métal, un petit groupe de personnes envoyés sur la Planète Géante va devoir se débrouiller seuls, à pied, pour franchir les dizaines de milliers de kilomètres qui les séparent de leur objectif. Mais le chemin est parsemé d'embûches, de primitifs, et le Bajarnum de Beaujolais, l'homme contre qui ils étaient venus lutter, est au courant de leur présence et a vite fait de saboter leur expédition. Déjà, le groupe se réduit, bientôt il n'en restera qu'un petit nombre.
Après un crescendo de suspens, de révélations et de surprises, l'intrigue se dénoue. Les Aventuriers de la planète géante réussiront ils à s'en sortir ?
Jack Vance déploie ici tout son talent pour déployer devant nous le fantastique panorama de la Planète Géante avec ses coutumes et ses habitants, qui a fait de lui un des maîtres incontestés du dépaysement.

## Résumé
Comme l'indique son nom, la Planète Géante est... gigantesque. Le climat est tempéré, et la faune pas spécialement hostile. Les problèmes de cette planète sont différents : le manque de métal, qui est extrêmement rarissime, et l'absence d’électricité a conduit la société à un retour à un niveau primitif, pratiquement moyenâgeux, dominé par quelques personnes ayant pu se procurer en contrebande des armes technologiques, et le fait que de très nombreux peuples de la Terre, plus ou moins marginaux, aient émigré vers la Planète Géante pour obtenir la tranquillité et y développer des modes de vie particuliers sans contrainte.
Seulement, ce monde cosmopolite et fragmenté est livré à lui-même, sans autorité constituée ni aide extérieure ; les conflits sont nombreux, les vols et agressions courants. Entre les pillages des Rebbirs (bandits nomades), les rafles des esclavagistes et l'orgueil de conquête de quelques souverains qui viennent encore aggraver la situation, la mortalité est élevée et les conditions de vie sont déplorables.
La Terre a déjà envoyé plusieurs commissions sur la Planète Géante pour tenter de régler ce problème. Toutes sans exception ont échoué. Mais cette fois la situation est plus grave : le Bajarnum de Beaujolais revend à des milliardaires terriens les esclaves qu'il a raflés en échange d'armes et de métal, gagnant ainsi rapidement une très grande puissance.
En dernier recours, pour le stopper, la Terre envoie une commission d'une nature différente, avec les pleins pouvoirs, et formée d'un groupe de spécialistes décidés à s'atteler à la tâche.
Mais le voyage débute très mal : victime d'un sabotage, leur vaisseau s'écrase sur la Planète Géante, à 65 000 kilomètres de l'Enclave terrienne, leur objectif.
Claude Glystra, le chef de cette commission, prend alors la tête de l'expédition destinée à rejoindre l'Enclave, en emportant le plus de métal possible comme monnaie d'échange et les quelques armes qu'ils ont trouvées dans l'épave de leur vaisseau.
Sur cette planète où règne l'anarchie, ils sont obligés de se frayer un chemin, ou de le tenter tout au moins. Car le Bajarnum a eu vent de leur présence, et il envoie des soldats à leurs trousses pour les intercepter. De plus, il y a un espion parmi les huit membres du groupe, et Glystra ne sait pas qui il est. Blessé pendant l'accident avec le vaisseau, il est soigné par Nancy, une autochtone qui décide de les accompagner.
Le voyage est dangereux. À huit, ils arrivent à soumettre une bande de cinquante soldats de Beaujolais, avec leurs pistolets ioniques contre des lances et des frondes. Ils traversent le désert et doivent faire face aux Nomades vendeurs d'esclaves dirigés par Heinzelman le fléau. La situation leur échappe, ils sont ligotés et drogués avant de parvenir à s'enfuir, moins nombreux qu'au départ. Ils parcourent des centaines de lieues, voyageant avec la monoligne (sorte de tyrolienne géante et aménagée pour franchir de grandes distances) ou montés sur des zipangotes. Ils traversent les fleuves, affrontent un griamobot, créature mystérieuse, découvrent au fur et à mesure de leur trajet les pièges qu'on leur tend, les arnaques tendues aux voyageurs, les superstitions locales, et à leur détriment encore.
De huit, ils passent à six, à cinq, à trois. Glystra ne sait plus quoi faire pour sauver le groupe qui s'amenuise.
À la Fontaine de Myrtevue, Glystra est capturé et condamné à servir d'oracle pour le Bajarnum. Utilisant des vitamines comme contrepoison à la drogue mortelle qui doit lui communiquer des facultés divinatoires, il parvient à s'échapper. Il s'empare de l'aérocar du Bajarnum, ce qui lui permet de capturer celui-ci et de l'empêcher de nuire, et de rejoindre l'Enclave.